# 运河古纤道
运河古纤道、吴江运河古纤道，位于中国江苏省苏州市吴江区，全长1800米，是京杭大运河江南运河段现存的唯一一段古纤道。
该纤道始建于唐朝元和五年（810年）。元朝至正六年至七年（1346-1347年）进行过修缮工作，总长九里，称“至正石塘”，又名“九里石塘”，计长1500米。1995年4月，以运河古纤道之名，列为第四批江苏省文物保护单位。2006年，作为京杭大运河沿线遗产点被列入第六批全国重点文物保护单位。2013年12月，吴江区政府组织对纤道进行重新修缮。2014年，大运河列入世界遗产，成为其组成部分之一。